# Ismelia carinata
 Ismelia carinata  (Schousb.) e Sch.Bip., 1844 è una specie di piante angiosperme dicotiledoni della famiglia delle Asteraceae, sottofamiglia Asteroideae,  tribù Anthemideae  (Mediterranean clade) e sottotribù Glebionidinae.  Ismelia carinata è anche l'unica specie del genere  Ismelia  Cass., 1826.

## Etimologia
L'etimologia del nome generico (Ismelia) è sconosciuto. Cassini spesso pubblicava nomi senza spiegazioni. "Ismelia" è un toponimo in Egitto, altro non si sa.  L'epiteto specifico ( carinata) deriva dal latino "carina" (= chiglia o carena delle barche).
Il nome scientifico della specie è stato definito dai botanici Peder Kofod Anker Schousboe (1766-1832) e Carl Heinrich Schultz (1805-1867) nella pubblicazione " Histoire Naturelle des Iles Canaries, ...Tome troisieme [Botanique] pt. 2. Phytographia Canariensis. Paris" ( Hist. Nat. Iles Canaries (Phytogr.). 3(2): 271) del 1844. Il nome scientifico del genere è stato definito dal botanico Alexandre Henri Gabriel de Cassini (1781-1832) nella pubblicazione " Dictionnaire des Sciences Naturelles, dans lequel on traite méthodiquement des différens êtres de la nature, considérés soit en eux-mêmes, d'aprés l'état actuel de nos connoissances, soit relativement à l'utilité quén peuvent retirer la médecine, l'agriculture, le commerce et les arts. Strasbourg. Edition 2" ( Dict. Sci. Nat., ed. 2. [F. Cuvier] 41: 40 ) del 1826.

## Descrizione
Portamento. La specie di questa voce è erbacea con un ciclo biologico annuale. L'indumento è assente o è formato da peli di tipo basifissi.
Fusto. La parte aerea in genere è eretta, semplice o ramosa distalmente. Altezza media: 10-30 cm.
Foglie. Le foglie, in maggioranza cauline, sessili (abbraccianti il fusto) o picciolate, sono disposte in modo alterno ed hanno una lamina del tipo 2-pennatosetta-lobata con margini finali solitamente dentati, raramente interi. Il contorno della lamina è obovato o oblungo. Le facce sono glabre. Dimensione delle foglie: 25–50 × 15–30 mm.
Infiorescenza. Le sinflorescenze sono formate da capolini solitari o 2-3 raccolti in modo corimboso lasso. Le infiorescenze vere e proprie sono composte da un capolino terminale peduncolato radiato. I capolini sono formati da un involucro, con forme da meniscoidi a emisferiche, composto da 20-30 brattee, al cui interno un ricettacolo fa da base ai fiori di due tipi: fiori del raggio e fiori del disco. Le brattee, con forme da ovate o obovate a lanceolate-deltate o lanceolate e più o meno carenate, a consistenza erbacea, ampiamente ialine sui margini e con canali resiniferi, sono disposte in modo più o meno embricato su 2-4 serie. Il ricettacolo, convesso, è sprovvisto di pagliette avvolgenti la base dei fiori. Diametro dell'involucro: 12-25 mm,
Fiori.  I fiori sono tetra-ciclici (formati cioè da 4 verticilli: calice – corolla – androceo – gineceo) e pentameri (calice e corolla formati da 5 elementi). Si distinguono in:
- fiori del raggio (esterni): da 13 a 21 per capolino, sono femminili, fertili e sono disposti su una serie; la forma è ligulata (zigomorfa); a volte possono mancare o essere sterili;
- fiori del disco (centrali): sono più numerosi (80-150) con forme brevemente tubulose (attinomorfe); sono ermafroditi e fertili.

- Formula fiorale:

*/x K {\displaystyle \infty }, [C (5), A (5)], G 2 (infero), achenio
- Calice: i sepali del calice sono ridotti ad una coroncina di squame.

- Corolla:

- fiori del raggio: la forma della corolla alla base è più o meno tubulosa-imbutiforme, mentre all'apice è ligulata; la ligula può terminare con alcuni denti; il colore generalmente è giallo o bianco;
- fiori del disco: la forma è tubulare bruscamente divaricata in 5 lobi; i lobi, patenti o eretti, hanno una forma deltata o più o meno lanceolata; il colore è rosso o porpora.

- Androceo: l'androceo è formato da 5 stami (alternati ai lobi della corolla) sorretti da filamenti generalmente liberi; gli stami sono connati e formano un manicotto circondante lo stilo. Le antere, con un collare di filamenti a balaustra, possono essere sia di tipo basifissa che medifissa. Il tessuto endoteciale (rivestimento interno dell'antera) è quasi sempre non polarizzato. Il polline è sferico con un diametro medio di circa 25 micron;  è tricolporato (con tre aperture sia di tipo a fessura che tipo isodiametrica o poro) ed è echinato (con punte sporgenti).

- Gineceo: l'ovario è infero uniloculare formato da 2 carpelli. Lo stilo (il recettore del polline) è profondamente bifido (con due stigmi divergenti) e con le linee stigmatiche marginali separate o contigue. I due bracci dello stilo hanno una forma troncata e possono essere papillosi o ricoperti da ciuffi di peli.

Frutti. I frutti sono degli acheni con pappo. In alcune specie è presente un certo dimorfismo tra gli acheni dei fiori ligulati esterni (forme trigone con 3 ali) e quelli tubulosi del disco centrale (sono piatti lateralmente con 1-2 ali). L'apice è arrotondato marginalmente o con una piccola corona. Il pericarpo è privo di cellule mucillaginifere e sacche di resina.

## Biologia
Impollinazione: tramite insetti (impollinazione entomogama tramite farfalle diurne e notturne).

Riproduzione: la fecondazione avviene fondamentalmente tramite l'impollinazione dei fiori.

Dispersione: i semi cadono a terra e vengono dispersi soprattutto da insetti come formiche (disseminazione mirmecoria). Un altro tipo di dispersione è zoocoria: gli uncini delle brattee dell'involucro (se presenti) si agganciano ai peli degli animali di passaggio che portano così i semi anche su lunghe distanze. Inoltre per merito del pappo (se presente) il vento può trasportare i semi anche per alcuni chilometri (disseminazione anemocora).

## Distribuzione e habitat
La specie di questa voce è distribuita in Marocco. Altrove è aliena introdotta.

## Sistematica
La famiglia di appartenenza di questa voce (Asteraceae o Compositae, nomen conservandum) probabilmente originaria del Sud America, è la più numerosa del mondo vegetale, comprende oltre 23.000 specie distribuite su 1.535 generi, oppure 22.750 specie e 1.530 generi secondo altre fonti (una delle checklist più aggiornata elenca fino a 1.679 generi). La famiglia attualmente (2021) è divisa in 16 sottofamiglie; la sottofamiglia Asteroideae è una di queste e rappresenta l'evoluzione più recente di tutta la famiglia.

### Filogenesi
Il gruppo di questa voce è descritto nella tribù Anthemideae, una delle 21 tribù della sottofamiglia Asteroideae). In base alle ultime ricerche nella tribù sono stati individuati (provvisoriamente) 4 principali lignaggi (o cladi): "Southern hemisphere grade", "Asian-southern African grade", "Eurasian grade" e "Mediterranean clade". Il genere  Ismelia (insieme alla sottotribù Glebionidinae) è incluso nel Mediterranean clade..
All'interno della sottotribù  Ismelia fa parte del gruppo originale (insieme ai generi Argyranthemum, Glebionis e Heteranthemis) delle Glebionidinae caratterizzato da un certo dimorfismo tra gli acheni dei fiori ligulati esterni e quelli tubulosi del disco centrale.
I caratteri distintivi della specie  Ismelia carinata sono:
- le corolle dei fiori del disco sono rosse;
- gli acheni dei fiori del disco sono lateralmente piatti e alati.

Il numero cromosomico della specie è: 2n = 18.
In base all'"orologio molecolare", questa specie ha iniziato a divergere circa 0,5 milioni di anni fa.

### Sinonimi
Sono elencati alcuni sinonimi per questa entità:
- Chrysanthemum carinatum Schousb.
- Glebionis carinata  (Schousb.) Tzvelev
- Ismelia versicolor  Cass.
- Matricaria carinata  (Schousb.) Poir.